# احمت‌پینار، بیلکیک
احمت‌پینار، بیلکیک (به لاتین: Ahmetpınar, Bilecik) یک  Köy  در ترکیه است که در استان بیله‌جک واقع شده‌است.

## خصوصیات
احمت‌پینار ۷۹ نفر جمعیت دارد.